# Alajuela (ciutat)
Alajuela és una ciutat a la Vall Central de Costa Rica, situada 18 quilòmetres a l'oest de la capital San José formant part de la Gran Àrea Metropolitana. Al cens del 2001 apareix amb 42.975 habitants.
Segona ciutat més poblada del país, és la capçalera de la província de Alajuela i del cantó del mateix nom.

## Història

### Alajuela en el Període Colonial
L'espai que avui ocupa el districte d'Alajuela està habitat des de fa uns 10.000 anys. Per al segle xvi la zona formava part del Regne Huetar d'Occident, regit pel cacic Garabito.
Juan de Cavallón i Arboleda va ser el primer europeu que va arribar a la regió (1561) i va aixecar el Castell de Garcimuñoz per als colons espanyols. El rei Garabito no va acceptar la invasió espanyola donant inici a la resistència indígena, que va aconseguir expulsar de la Vall Central Occidental a aquest conqueridor espanyol; després va lluitar contra Juan Vázquez de Coronado, successor d'aquell.
No obstant això, les epidèmies de noves malalties a Amèrica van arrasar als indígenes, els quals aviat van ser vençuts i encomanats per l'espanyol Però Afán de Ribera i Gómez. Els huetars que van sobreviure a la zona d'Alajuela van ser traslladats al Poble d'Indis de Barva.
Des de 1601 els espanyols van obrir el Camí Reial entre Cartago i Nicaragua. El nom d'Alajuela figura per primera vegada en un document en 1657, concretament en el testament de Juana de Vera i Sotomayor, qui tenia una estada de bestiar en «el pla al costat del riu de la Lajuela, amb 400 egües i un ruc, 200 caps de bestiar bovins i 30 i tantes bèsties mulars». Aquesta va ser la primera propietat registradaa la localitat d'Alajuela. Des de llavors, es va començar a formar un llogaret de mestissos en aquest pla. Per al segle xviii a la zona hi havia diversos potrers amb bestiar i alguns canyars per a la producció de panela i aiguardent. Els caserius a «la regió dels cinc barris» (Los Targuases, L'Alajuela, Las Ciruelas, Púas i Río Grande) tenien una funció econòmica a la Província colonial de Costa Rica.
En 1748, el bisbe Isidro Bullón i Figueroa va intentar agrupar a tots els colons a la vall de Barva al voltant de l'ermita de Cubujuquí (Heredia); però com no es van traslladar, va ordenar la destrucció de les cases allunyades de l'església. El rector de la regió, Juan Pomar i Burgos, en companyia de l'alcalde Ventura Sáenz de Bonilla i un grup de vint-i-cinc soldats al comandament del capità José Miguel Avendaño, «van ser al caseriu de la Lajuela, on van incendiar vint-i-una cases i van obligar els seus habitants a traslladar-se a Cubujuquí».

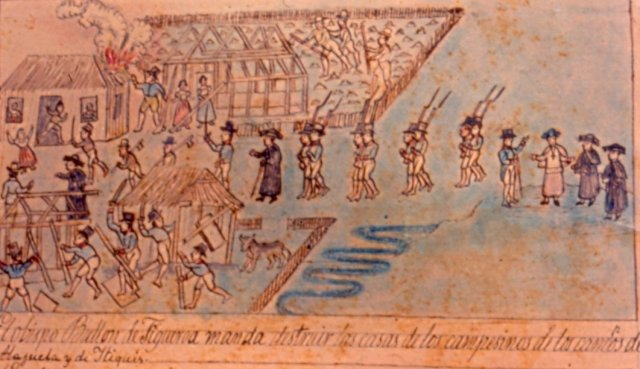
El caseriu de la Lajuela va ser destruït per les autoritats espanyoles en 1748. Aquest dibuix de José María Figueroa Oreamuno és la imatge més antiga que existeix d'Alajuela.

La comunitat va ser reconeguda oficialment en 1782, quan Lorenzo de Tristán, el bisbe de Nicaragua, Nicoya i Costa Rica, Esteban va obrir un oratorio en «el caserio de la Alajuela», on també va establir un quadrant perquè els camperols s'agrupessin. D'aquesta manera, es considera que Tristán va fundar Alajuela el 12 d'octubre d'aquell any.
El rector López del Corral va fer aixecar una llista dels veïns en els cinc caserius anteriorment citats, la qual incloïa solament els noms dels pares de família o de les dones caps de família que tenien la seva residència en ells. De les 267 famílies contingudes en la llista, 79 habitaven en el caseriu de la Alajuela. Crida l'atenció el fet que el nombre de cognoms són 39; entre els quals més repeteixen estan: Calvo (7 famílies), Martínez (6), Loria (6), Rodríguez (4) i Rojas (4). Altres cognoms que apareixen en la llista dels fundadors són: Alvarado, Núñez, Jiménez, Zamora, Fernández, Soto, Alfaro, Morera, Murillo, Porras, Arias, Flores, Pérez, Solera, Salazar, Carvajal.
Vuit anys més tard, en 1790, les autoritats espanyoles van crear a Alajuela la parròquia de san Juan Nepomuceno. El Cabildo de la ciutat va ser establert el 1813, per iniciativa del diputat de Costa Rica davant les Corts de Cadis, Florencio del Castillo. En l'última etapa del Període Colonial aquest poble va ser conegut com la Vila Bella d'Alajuela.
Com indica el llibre de Marlon Ocampo Paisaje y vida cotidiana en la Villa Hermosa de Alajuela (1782-1821), en la vila, a més de camperols pobres i comerciants benestants, hi havia «persones esclavitzades de procedència africana» (l'esclavitud serà prohibida a Costa Rica per la Constitució de la República Federal de Centreamèrica de 1824). El grup autodenominat de «les famílies principals» eren hisendats, comerciants, sacerdots i oficials del govern espanyol; famílies com els Alfaro, els Soto o els Loria que controlaven el cabildo, la parròquia, el crèdit, la caserna i la presó.

### Període republicà alseglexix
Des de la Independència (15 de setembre de 1821), Alajuela va tenir un paper important en la política i el desenvolupament econòmic de Costa Rica dins de la República Federal de Centreamèrica.

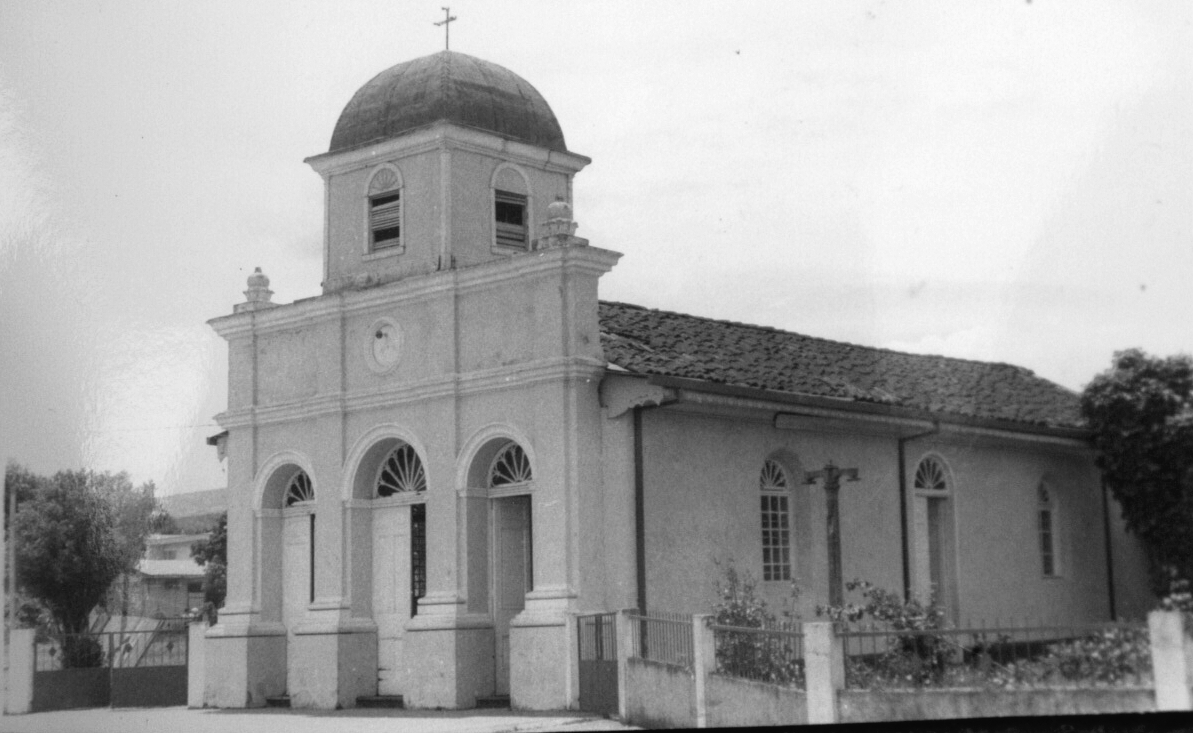
L'Ermita de El Llano va ser construïda el 1889. Foto històrica de José Manuel Morera Cabezas.

Durant la primera guerra civil de Costa Rica, la milícia d'Alajuela va combatre en la batalla d'Ochomogo el 1823. Les viles més recents, com San José, Alajuela i Escazú, es van aliar en les seves idees republicanes contra les ciutats conservadores de Cartago i Heredia, que defensaven els seus privilegis de la monarquia. En aquest conflicte es va destacar l'acompliment militar i democràtic del alajuelenc Gregorio José Ramírez i Castro, comandant general dels republicans. Mentre això succeïa en Ochomogo, Alajuela va ser atacada pels heredians i la comunitat —sense les seves tropes que estaven combatent en el turó d'Ochomogo— va haver de defensar-se amb solament un canó i alguns homes armats comandats per l'alcalde José Ángel Soto en el que es coneix com la batalla del Arroyo, el 5 d'abril de 1823. Com era previsible, els alajuencs es van veure obligats a capitular, la vila va ser presa i algunes cases van ser saquejades. No obstant això, Gregorio José Ramírez i Castro, després de vèncer a Ochomogo i a Cartago va anar amb l'exèrcit republicà, a alliberar Alajuela i restablir l'ordre a la Vall Central.
Els presidents (anomenats en aquesta època caps suprems) Juan Mora Fernández i Braulio Carrillo Pujol van impulsar el cultiu de cafè per a l'exportació a Anglaterra a través de Xile per l'oceà Pacífic. Alajuela, relativament propera al port de Puntarenas, va ser una de les primeres zones de Costa Rica a sembrar cafè. Amb l'objectiu de millorar l'accés al mar es va construir el pont sobre el riu Grande de San Ramón (anant cap a Atenes) i la duana de La Garita.
El 1828 la municipalitat va realitzar esforços per empedrar els principals carrers del poble. El 1853 es va inaugurar l'ermita del barri San José, l'edifici en peus més antic de la província.
Alajuela va ser capital de Costa Rica entre 1834 i 1835, per la Llei de l'Ambulància que establia la rotació del govern per les quatre principals ciutats del país. Fidels a la seva tradició de posar sobrenoms i fer bromes, els alajuelencs van posar Juan Gestos al polític cartigès Diego Bonilla Nava per la seva manera expressiva de parlar, i al cap d'Estat José Rafael Gallecs Alvarado el van anomenar Va-sin-ton, comparant-ho amb el líder nord-americà Wa-shing-ton, només que “sense solta ni volta”.
Amb el final de la Llei de l'Ambulància va començar el segon conflicte fratricida, l'anomenada Guerra de la Lliga, durant la qual Alajuela es va aliar a Heredia i Cartago contra San José. Les milícies de les dues primeres van avançar fins a Tibás i el riu Virilla, on es van donar els principals combats; després de sofrir una sèrie de derrotes van començar a retrocedir i, després d'uns dies, el 28 d'octubre de 1835 van ser acorralats a Alajuela.

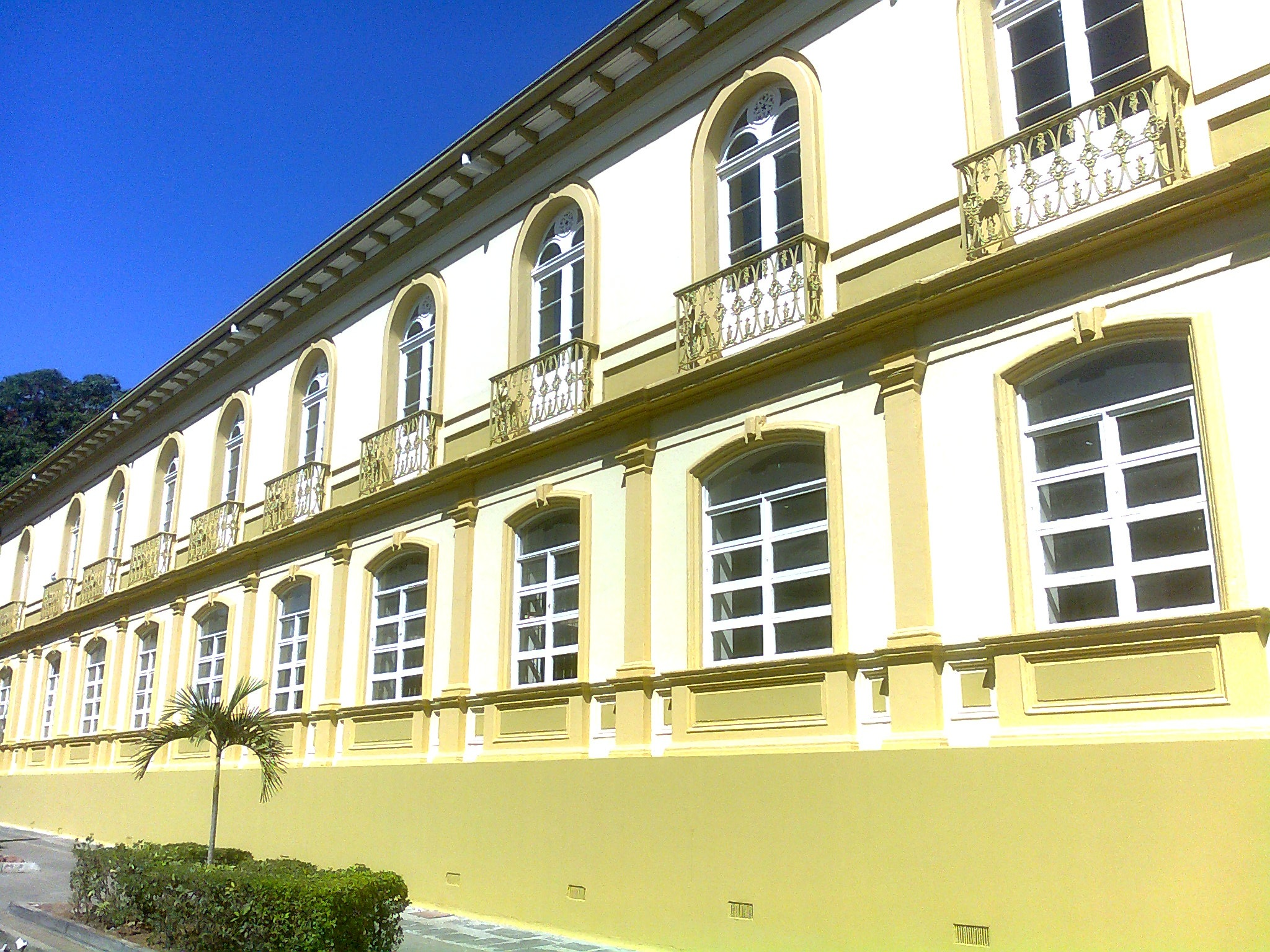
L'Institut de Alajuela, un dels principals centres educatius costa-riqueny en el, va ser fundat en 1887.

En 1842 el general hondureny Francisco Morazán va entrar amb el seu exèrcit a la Vall Central per Alajuela gràcies al Pacte del Jocote que va signar amb el general salvadorenc Vicente Villaseñor, a qui el president Braulio Carrillo havia enviat a repel·lir a les tropes invasores. Però en lloc de complir les ordres del cap d'Estat, Villaseñor es va unir a Morazán, el cabdill unionista, qui va assumir la prefectura de Costa Rica després d'expulsar a Carrillo. Al barri El Coyol —on l'11 d'abril de 1842 a l'ombra d'un arbre de jocote es va concretar l'acord— hi ha un memorial que recorda la traïció de Villaseñor i a Rafael Barroeta, un soldat alajuelenc que va protestar llançant el lema patriòtic: "Aquí no hem vingut a pactar, sinó a lluitar". Al setembre va començar des d'Alajuela la rebel·lió contra el règim de Morazán, que va ser derrotat i afusellat juntament amb Villaseñor. Com a resultat, el alajuelenc José María Alfaro Zamora va assumir la prefectura de l'Estat.
La producció de cafè en les hisendes de la regió va revolucionar l'economia local, canviant la societat i la seva cultura; es va començar així a marcar una clara diferència entre l'oligarquia d'Alajuela i els camperols pobres.
A la ciutat i els seus voltants els camperols sense terres pròpies van buscar un millor futur a l'oest, a la frontera agrària de la Vall Central, colonitzant les zones d'Atenes (1836), San Ramón (1854) i Grècia (1856). Aquest procés continuarà fins a poblar Naranjo, Zarcero, San Carlos i la resta de la província actual. L'expansió de la població originada en Alajuela arribarà fins a Guanacaste a Tilarán, i Jacó a Puntarenas.
Alajuela va ser el poble natal de l'heroi nacional Juan Santamaría, qui va lluitar contra les invasions nord-americanes a Centreamèrica (Campanya Nacional de 1856-1857). La ciutat li ha dedicat un parc amb el seu monument encarregat a l'escultor francès Aristide Onésime Croisy; l'estàtua va ser col·locada en 1891 sobre un pedestal de pedra llaurat a mà per l'italià Giuseppe Bulgarelli. Valgui dir que un altre heroi de la Campanya Nacional, Juan Alfaro Ruiz, també era veí d'Alajuela.
El pare Juan Manuel López del Corral va esmentar un tejar (fàbrica de teules i maons) el 1782, situat als afores de la vila, on, amb el pas de les dècades es va formar un llogaret i la parròquia d'Alajuela va establir una ermita dedicada a sant Antoni; avui dia aquest barri es coneix com a Sant Antonio del Tejar.
En la segona meitat del segle xix el nucli urbà d'Alajuela estava ple de cases de tova, pintades de blanc amb calç i amb sostre de teules. Abundaven els cafetals, les carretes típiques pintades amb bells colors, i se solien practicar tradicions com a cercaviles de mascarades.

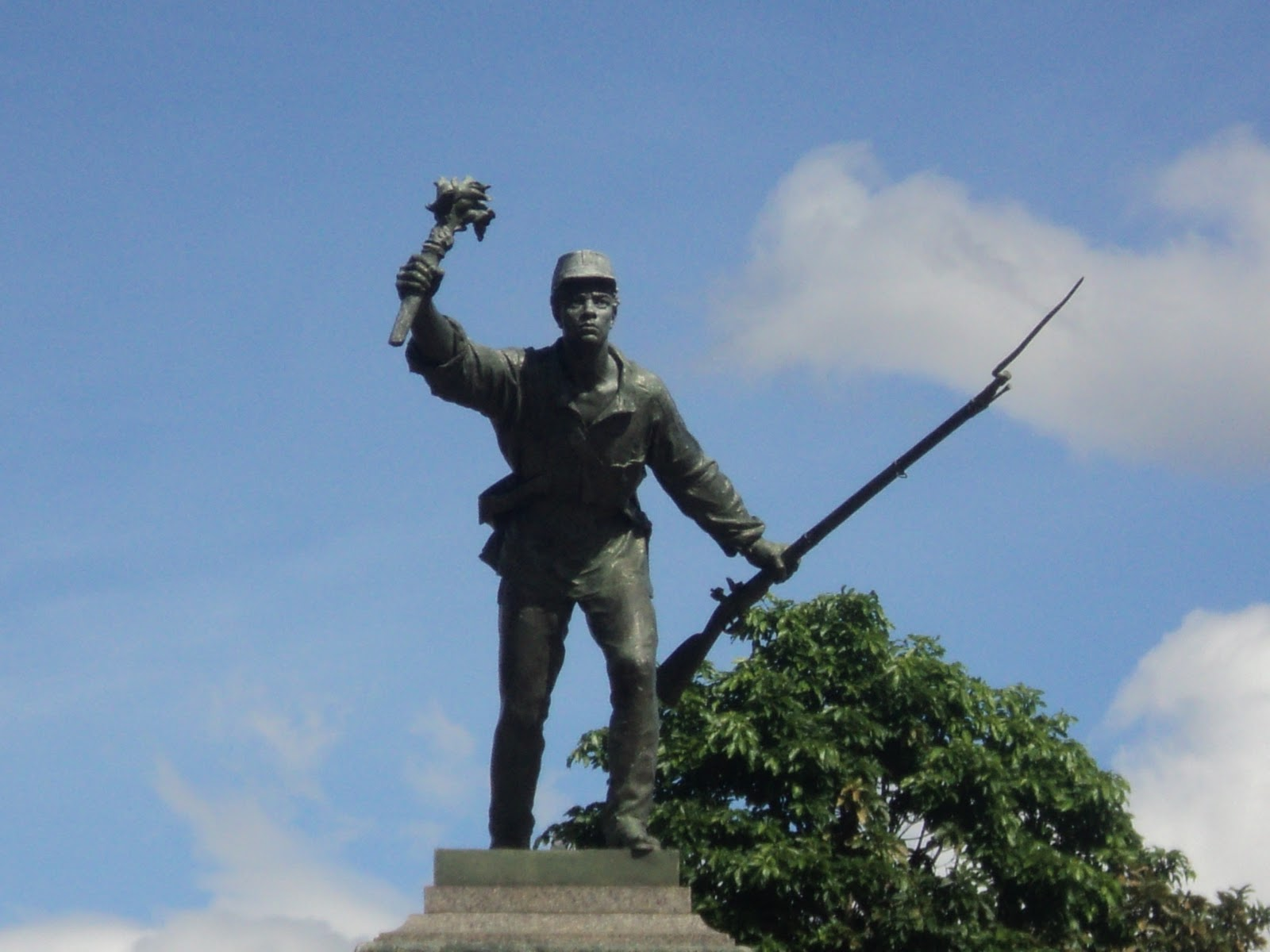
La imatge icònica de Alajuela: l'heroi nacional Juan Santamaría immortalitzat en el monument de 1891

El seu apogeu la ciutat ho va viure entre 1870 i 1890, quan Costa Rica era governada per veïns de la comunitat, com els generals Tomás Guardia Gutiérrez, Próspero Fernández Oreamuno i Bernardo Soto Alfaro.
El ferrocarril va arribar al poble el 1871; la gran Caserna Militar i l'antiga Presó Provincial es van acabar el 1877; l'aqüeducte, el nou parc central i la font (construïda per R. Laidlaw & Són a Glasgow, Escòcia) van ser inaugurats en 1880; la cúpula vermella sobre la Catedral (la més gran del país) va ser acabada en 1888; l'Institut d'Alajuela (un dels principals centres educatius del país en aquesta època) va ser conclòs en 1890; el parc Juan Santamaría va obrir a l'any següent; l'antic Hospital Sant Rafael va ser acabat en 1895; l'Ermita de la Concepció en El Pla en 1899; i l'enllumenat elèctric va començar a funcionar en 1897. Gairebé tots aquests edificis històrics es conserven en l'actualitat.
En aquesta mateixa època es van obrir diversos túnels subterranis que unien alguns edificis importants. Abans de 1882 es va establir un entre la Caserna Militar i la mansió del general Tomás Guardia Gutiérrez, per al trasllat de soldats, municions i del propi dictador. Així mateix n'hi ha un altre entre el vell Institut d'Alajuela (actualment conegut com "l'antic edifici del CUNA") i el Teatre Municipal, per a professors, estudiants i materials.
Durant el Període Colonial i la primera meitat del segle xix els alajuelenses eren anomenats "piñuelas" pels veïns d'Heredia i San José, a causa que les hisendes, els carrers i les quadres del poble estaven marcades amb una planta comestible i espinosa de la família Bromelia anomenada piñuela. En els últims anys d'aquella centúria, el comandant de la Caserna Militar, Pompilio Ruiz, va començar a sembrar arbres de mango al parc central, i a inicis del XX el comandant Andrés Sáenz va plantar la majoria dels mangos que avui simbolitzen el parc, per la qual cosa Alajuela és anomenada per alguns ciutat dels mangos.

### Alajuela al segle XX i XXI
L'antic ajuntament de la ciutat va ser inaugurat en 1914 a l'edifici on avui es troba el Centre Alajuelense de la Cultura. Seguidament es va construir el Mercat Central; la façana del Teatre Municipal va ser dissenyada per l'arquitecte José María Barrantes, màxim exponent de l'art decó i l'estil neocolonial de Costa Rica; és també art decó el vell edifici de la Caja de Seguro Social. El Santuari del Cristo Negro d'Esquipulas, conegut com a Església de l'Agonia, va ser acabat el 1940.

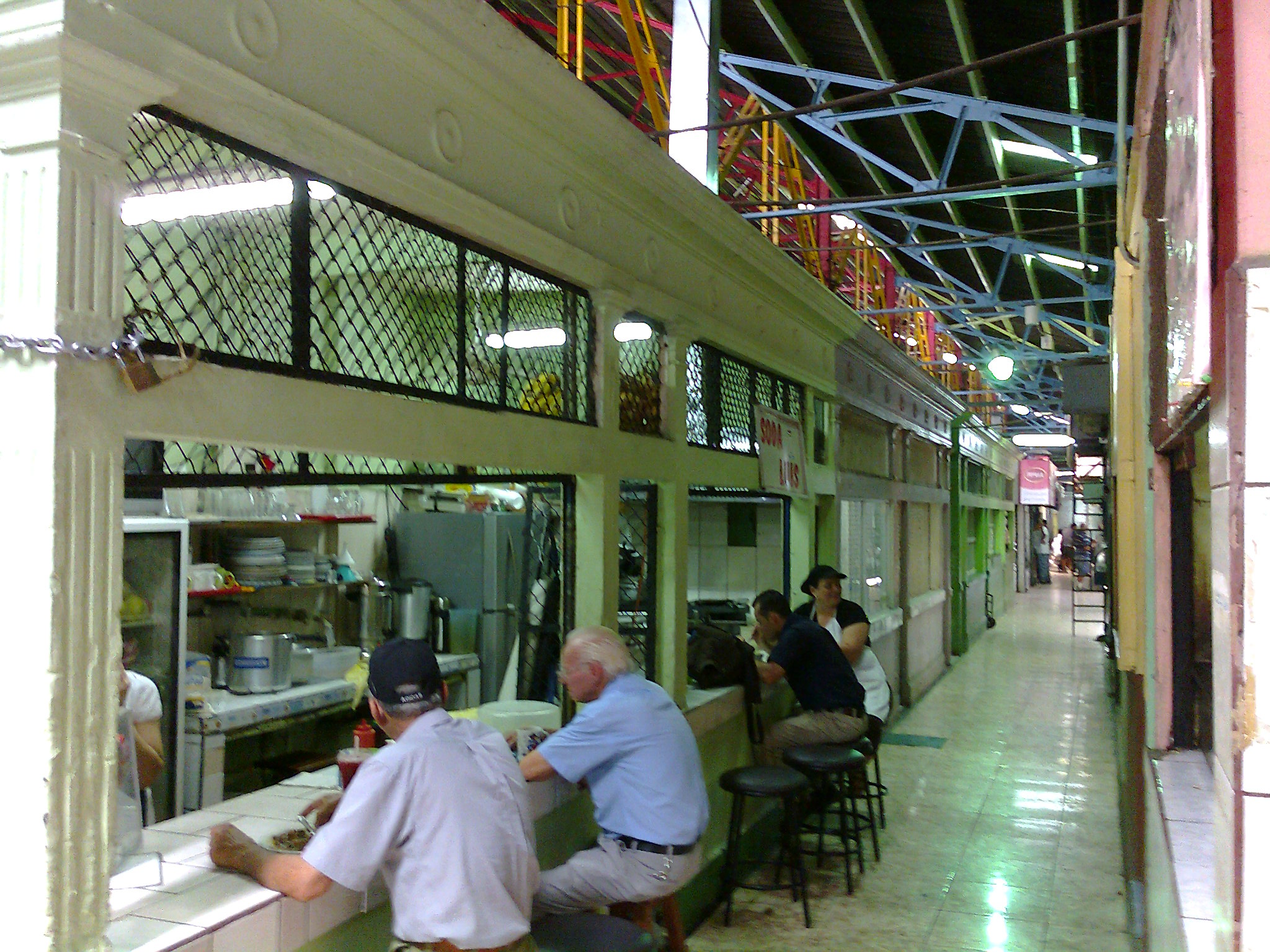
Interior del Mercat Central d'Alajuela.

En 1919 es va fundar la Lliga Esportiva Alajuelense, equip de futbol que ha estat campió nacional en nombroses oportunitats (29) i 3 vegades ha guanyat la corona de Centreamèrica. La seva seu és l'Estadi Alejandro Morera Soto, anomenat així en honor del major heroi futbolístic de la ciutat.
En 1921 l'Església Catòlica va establir la diòcesi d'Alajuela, que ha donat 6 bisbes: Antonio del Carmen Monestel i Zamora, Víctor Sanabria Martínez (protagonista en les reformes socials com el Codi de Treball i la Caixa del Segur Social), Juan Vicente Solís Fernández, Enrique Bolaños Quesada, José Rafael Barquero Arce i Ángel San Casimiro Fernández. Des de les primeres dècades del segle xx van començar a establir-se esglésies del protestantisme, com la del metodisme al costat del Parc Central, construïda en 1928, i en l'actualitat les esglésies evangèliques són molt populars.
El desenvolupament industrial del cantó d'Alajuela va començar a la fi del segle xix, amb algunes fàbriques de sabates per al mercat nacional. Després es van obrir altres plantes, com la Embotelladora Muñoz (1908), la fàbrica de Salsa Lizano (1920), la productora de sabons i detergents Punt Rojo (1946), la fàbrica de Pastes Roma (1961), la Embotelladora La Mundial (1971) i altres indústries tradicionals de la comunitat. En els anys 1980 es va obrir la primera zona franca d'Alajuela: el Parc Industrial Saret, amb fàbriques d'encunys i encunyat (metal-mecànica).
En 1948 va esclatar la revolució que va marcar un gir en la història de Costa Rica: la guerra civil. Des de la primera conflagración mundial s'havien realitzat esforços per aconseguir un govern més protector, en oposició a la tradicional oligarquia cafetera que controlava l'Estat amb polítiques liberals. El vell ordre va col·lapsar al març de 1948, quan les forces liderades per José Figueres Ferrer, fill de catalans, es van rebel·lar contra el govern que no reconeixia el triomf del alajuelenc Otilio Ulate Blanco en les eleccions presidencials. En aquesta lluita es van destacar veïns de la ciutat, com Efraín Rierol Blanco i Guillermo Villegas Hoffmeister (qui a més es va destacar com a periodista i historiador). Com a resultat d'aquesta revolució, Costa Rica va eliminar l'exèrcit i va invertir els seus recursos a ampliar l'educació i millorar la salut de la població. Va ser una decisió pionera, el primer país sense forces armades, la qual cosa ha estat imitat en alguns altres països.
Des del període colonial hi havia potrers, canyars i barraques de palla a la zona propera al ric Cirueles, seguint el Camí Reial cap a la Vila Vella d'Heredia. Para inicis del segle XX es va consolidar un caseriu al costat del camí, entre els canyars i els cafetals. En 1965 el president Francisco José Orlich Bolmarcich li va reconèixer la propietat a les famílies a través de l'Institut Nacional d'Habitatge i Urbanisme. Així es va establir formalment el barri del INVU Les Canyes. Després vindrien els projectes 1, 2 i 3.
El centre urbà està envoltat per una carretera de circumval·lació coneguda com a Calle Ancha, construïda per trams entre 1931 i 1965. A inicis dels anys 1990 va ser connectada a l'Autopista General Canyes amb una carretera de trànsit ràpid que va de la ciutat fins a l'Aeroport Internacional Juan Santamaría, passant per l'Hospital Sant Rafael d'Alajuela i diversos centres comercials.
El 19 de novembre de 1980 va ser fundat el Col·legi Universitari d'Alajuela, avui dia Universitat Tècnica Nacional de Costa Rica, amb el campus universitari més important de la ciutat. Una altra és el INCAE Business School, una escola de negocis que ofereix un programa residencial de MBA; fundada en 1964, se situa al campus Walter Kissling a l'oest de l'urbs. La Universitat Adventista de Centreamèrica (1950) queda al nord de la ciutat i té un campus de 61 pomes de terreny, amb edificis moderns i còmodes. En 2007 es va obrir la Seu Interuniversitària en la qual participen els quatre establiment públics d'educació superior més importants del país: la Universitat de Costa Rica (UCR), l'Institut Tecnològic (ITCR), la Nacional (UNA) i l'Estatal a Distància (UNED).
En 1958 es va inaugurar l'Aeroport Internacional del Coco, i rebatejat Aeroport Internacional Juan Santamaría en 1971. Va ser renovat en els primers anys del segle xxi, perquè l'edifici anterior no donava proveïment amb les exigències i el volum de passatgers que estava arribant al país. La transformació va estar a càrrec de l'arquitecte costa-riqueny Javier Rojas.
El poliesportiu de la ciutat se situa al barri Monserrat. Construït per als XI Jocs Esportius Nacionals Alajuela de 1987, inclou un gimnàs multiús amb capacitat per 4.000 (utilitzable per a bàsquet, voleibol i futbol sala), piscina olímpica, pista de futbol, pista d'atletisme, camp de beisbol, pistes de tennis, skatepark, un bulevard, parc de nens, àmplies zones verdes, i passeig.
El 22 de desembre de 1990 va ocórrer un sisme de 5,8 en l'escala sismològica de Richter, conegut popularment a Costa Rica com el terratrèmol d'Alajuela de 1990, encara que l'epicentre va ser en el cantó de Puriscal (província de San José). Alajuela va sofrir danys degut la seva antiguitat; moltes cases velles construïdes de bahareque no van aconseguir resistir el sisme i es van desplomar. Una persona va morir d'un infart agut de miocardi i unes altres van perdre alguns béns; la ciutat de Santiago de Puriscal va resultar devastada.

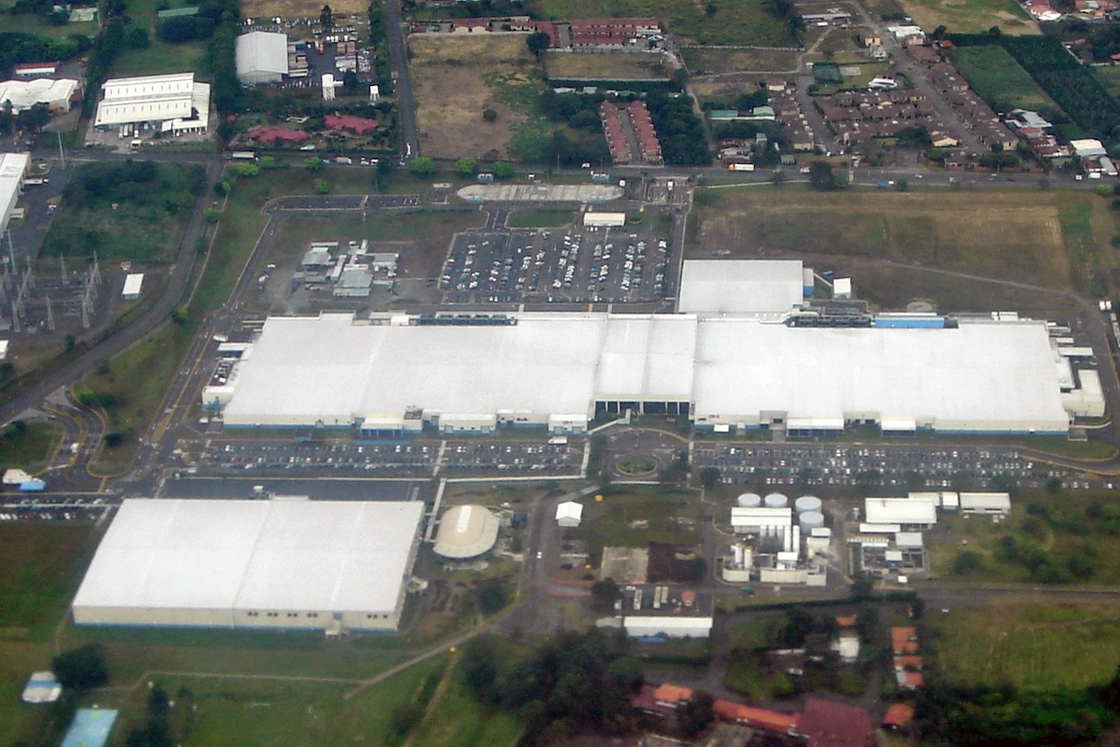
Fàbrica d'Intel Corporation, al costat de la Ciutat de Alajuela.

Des dels anys 1980 als voltants d'Alajuela s'han obert més de 8 zones franques per a la indústria. En 1998 la Intel Corporation va obrir una planta de microprocessadors d'alta tecnologia al costat de la ciutat i en 2006 es va inaugurar en el Cantó de Alajuela el parc industrial més gran d'Centreamèrica: el Coyol Free Zone & Business Park, amb fàbriques d'alta tecnologia com Hologic, Beam One, ST Jude Medical, MOOG, SENSIENT, i altres.
Des de 1999 u dels embassaments més importants al Canal de Panamà es diu Llac Alajuela, en honor d'aquesta ciutat.
En el 2004 va ser obert a la comunitat el nou Hospital Sant Rafael d'Alajuela, a només 2 quilòmetres de l'Aeroport Internacional Juan Santamaría. És un dels centres hospitalaris més moderns del país, ja que té tecnologia de punta, i compta amb múltiples especialitats en totes les branques de la medicina.
La ciutat és seu de concerts internacionals en diferents llocs, com l'Estadi Alejandro Morera Soto i el autódromo La Guácima.
La alajuelenca Hanna Gabriel es va coronar campiona mundial de superwélter en 2009 en l'Organització Mundial de Boxa.
Entre el 2006 i 2010 l'alcaldessa va ser Joyce Zürcher Blen, del Partit Alliberament Nacional (PLN), encara que va ser desacreditada per la Contraloría General de la República a causa múltiples acusacions de corrupció política. La va succeir Roberto Thompson, també del PLN.

## Barris del Districte Central
El centre urbà està compost per 21 carrers i 14 avingudes, circumdades pel Carrer Ample. Dins hi ha 4 barris: Carmen, Cor de Jesús, Plaza Acosta i Rierol.
Els barris del Nord són: Guadalupe, Los Pinos, Canoas, Guaria, Campo Verde, Sitio Ideal, Monte Cristal, Providencia, Llanos del Norte, Los Angeles, Lirios del Valle, El Rey, Altos de Montenegro, Higuerones, Montenegro, Hospital, Aguilar.
Els barris del Sud son: Tropicana, Cafetal, Tomás Guardia, San Luis, Molinos, Monserrat, Villa Bonita, Acequia Grande.
Els barris de l'oest són: Meza, Cementerio, Bajo Cornizal, Gregorio José Ramírez, Montecillos, Cristo Rey, Llobet, Barcelona, Llanos del Molino, La Trinidad,El Coyol, Barrio San José, Rincón de Herrera.
I els barris de l'est son: Llano, Villa Hermosa, Agonía, Paso Flores, Ciruelas, Brasil, Brasilia, Independencia, Adobes, Desamparados, Invu Las Cañas.

## Ciutats germanes
- San Bartolomé de Tirajana, Espanya
- Lahr, Alemanya
- Montegrotto Terme, Itàlia
- Downey, Estats Units
- Dothan, Estats Units
- Guadalajara, Mèxic
- Huixquilucan, Mèxic
- L'Or, Mèxic
- Santos, Brasil
- Ibaraki, Japó
- Hangzhou, Xina